# Вижас (река)
Ви́жас — река в Архангельской области и Ненецком автономном округе.
Вытекает из небольшого озера Восточное Быково, впадает в Чёшскую губу Баренцева моря. Длина 219 км, площадь бассейна 3050 км².
Питание снеговое и дождевое. Сток регулируется озёрами.
Основные притоки: Берёзовка, Суханиха (левые); Кумиха (правый).